# چمخون
چمخون، روستایی از توابع بخش باشت شهرستان گچساران در استان کهگیلویه و بویراحمد ایران است.

## جمعیت
این روستا در دهستان بابوئی قرار دارد و براساس سرشماری مرکز آمار ایران در سال ۱۳۸۵، جمعیت آن ۱۰۶ نفر (۲۲خانوار) بوده‌است.